# Lavagna (Génova)

Lavagna (Lavàgna en ligur) es una comuna de 13.084 habitantes de la provincia de Génova en Liguria.

## Geografía física

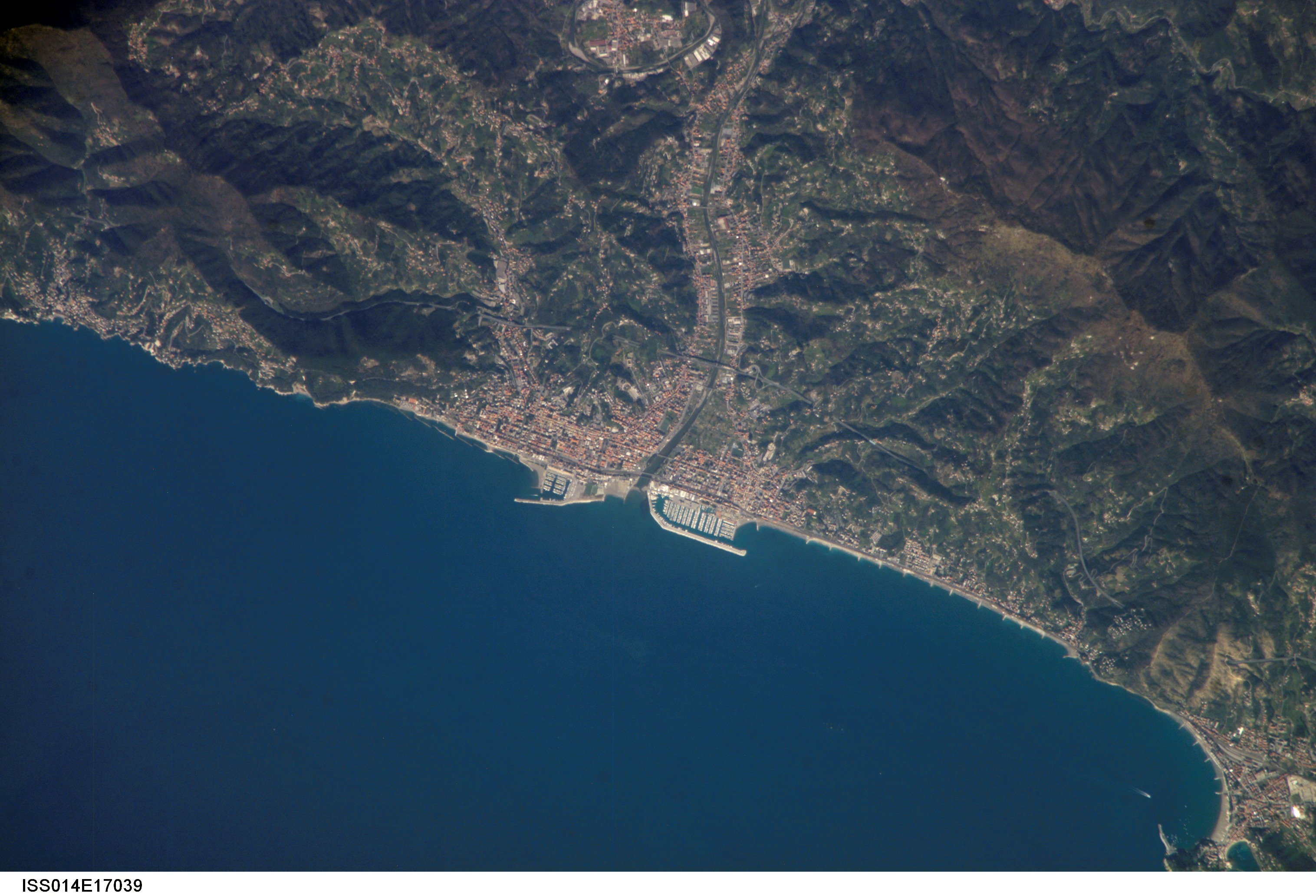
Vista del satélite de las dos ciudades, Chiavari (a la izquierda) y Lavagna (a la derecha) divididas por el río Entella.

Se sitúa sobre la costa de la Riviera Ligure del Levante en el golfo de Tigullio, pero también se desarrolla tierra adentro. Dista 48 kilómetros de Génova. Geográficamente el río Entella separa la ciudad de la vecina Chiavari, desembocando en el mar de Liguria frontera de las dos comunas ribereñas.
La ciudad fue galardonada en el 2007 con la Bandera Azul por la calidad de sus playas.

## Historia

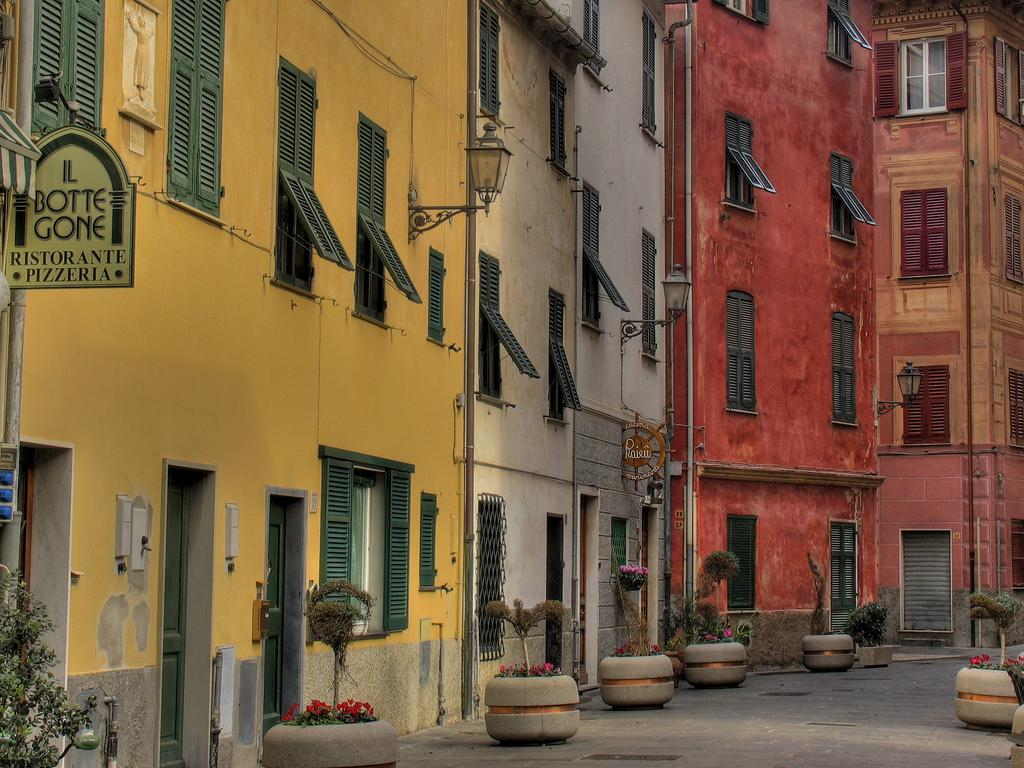
Una vista del centro histórico de Cavi di Lavagna.

El pueblo, como muchas otras comunas ligures, se ha desarrollado en época romana con el nombre latino de Lavania. El nombre se mantuvo sin cambios durante siglos, hasta que se convirtió en los siglos posteriores en el actual Topónimo de Lavagna.
Lavagna, que según fuentes históricas locales, inicialmente, en el primer Medioevo , en época longobarda, fue confiada a los monjes del abad irlandés san Colombano , que bajo la dirección de la poderosa abadía de San Colombano de Bobbio la desarrollaron.
Más tarde se convertirá en un condado de los Carolingios y posteriormente sometida a los obispos de Génova, fue bastión feudal de la familia noble de los Fieschi creando hasta el 1198 grandes contrastes políticos con la República de Génova. Esta familia, con su dominio geográfico y político, levantó el honor de la ciudad construyendo un verdadero y propio imperio de república genovesa. Cuando el pueblo se erigió en comuna autónoma, en torno al siglo XII, los señores Fliscani continuaron - hasta ahora - para llevar a cabo el trabajo administrativo y político de la ciudad.
En el 1564 fue saqueada por el pirata turco Dragut sufriendo devastaciones como en otras comunas vecinas ya golpeadas por los sarracenos en los años anteriores. En 1815 se incorporará al Reino de Cerdeña, como estableciera el Congreso de Viena de 1814 , igual que los otros municipios de la República Ligur, y posteriormente al Reino de Italia en 1861.

### Símbolos
Descripción heráldica del escudo:

De oro con banda ondeada de azur, acompañada en jefe de un castillo fundado sobre la roca, al natural, y coronado de una grulla vigilante de plata. Lema: "Entella"
Araldica Cívica.it

El escudo oficial fue aprobado con el especial Real Decreto del rey Humberto I de Saboya el 23 de febrero de 1890.

## Evolución demográfica
| Gráfica de evolución demográfica de Lavagna entre 1861 y 2001 |
|                                                               |
| Fuente ISTAT - elaboración gráfica de Wikipedia               |

## Monumentos y lugares de interés

### Arquitectura religiosa

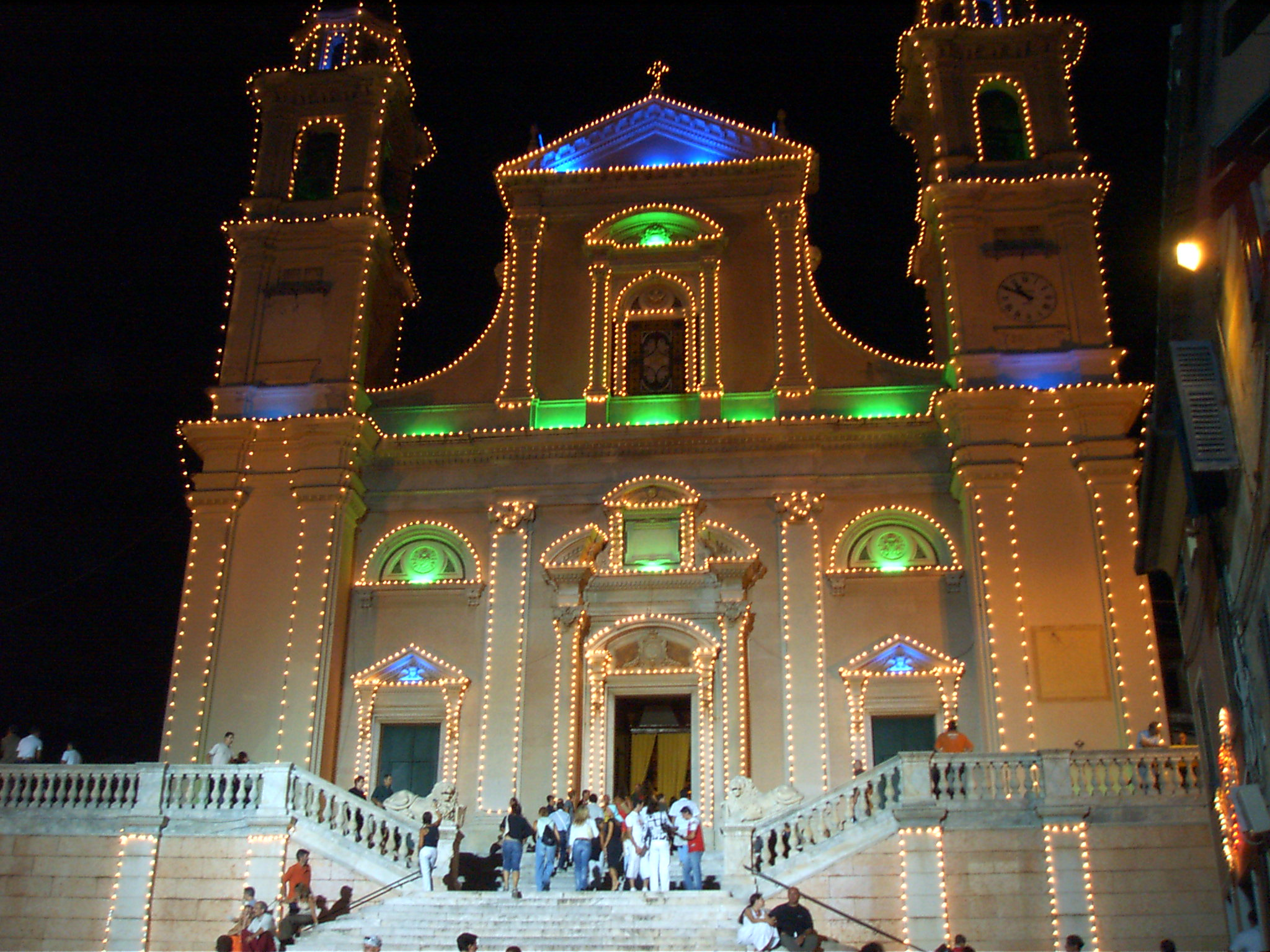
La Basílica de San Stefano [//it.wikipedia.org/wiki/Basilica_di_Santo_Stefano_%28Lavagna%29] iluminada por la fiesta patronal.

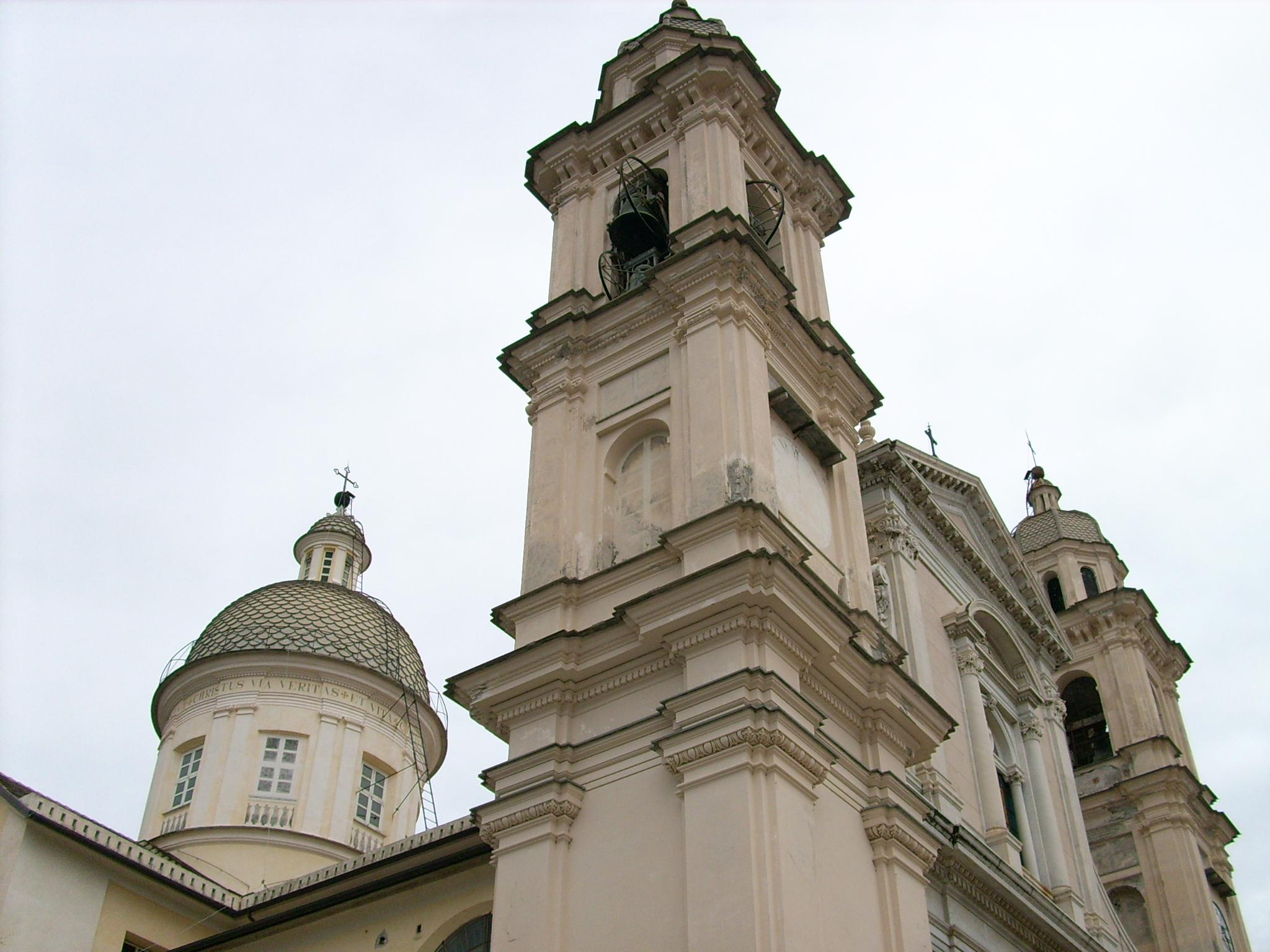
Chiesa di santo Stefano

Ver también: Santuario de Nuestra Señora del Carmine (Lavagna) ; Santuario de Nuestra Señora del Ponte  ; Basílica de San Stefano (Lavagna)
- Santuario de Nuestra Señora del Ponte. Debe su nombre al hecho de que fue construida al pie de un viejo puente de madera (convertido en piedra por el trabajo de Ugo Fieschi) que cruza el Entella. Su historia y la del puente van juntos por un largo tiempo. Inicialmente los Fieschi hicieron colocar sobre el puente un altar con la efigie de Sant'Erasmo; tras lo cual se construyó una capilla e hicieron sustituir la imagen de Sant'Erasmo con una imagen representando a la Virgen. Sobre esta construcción varias veces remodelada, fue reconstruida y consagrada en 1492 la actual iglesia, a una sola nave. En el folleto se puede ver un gran fresco de la "Madonna della misericordia"; el trabajo de Lorenzo Fasolo fue recientemente restaurado. El campanario, en estilo gótico, alcanza los 40 metros de altura. La iglesia de N. S. del Ponte fue particularmente querida por los Saboya, la reina Margarita la visitó personalmente y el acontecimiento se conmemora en un fresco sobre la puerta de ingreso.

- Iglesia de Santa Giulia de Centaura. La parroquia[5] se encuentra en la localidad homónima y, según algunas fuentes, contiene las reliquias de santa Giulia llevadas en 1724.

- Iglesia de Santa María Assunta. Situada en la localidad de Sorlana fue inicialmente sometida a los territorios diocesanos de la Diócesis de Brugnato y posteriormente agregada a la comunidad parroquial de Santa Giulia. En 1909 adquirió una autonomía propia y fue creada rectoría con decreto episcopal de monseñor Fortunato Vinelli de la diócesis de Chiavari el 31 de agosto.[5]

- Iglesia de Santa María Madre della Chiesa. El 8 de septiembre de 1977[5] fue desmantelada de la parroquia de Santo Stefano en 1967 y creada parroquia autónoma el 22 de agosto de 1968.
- Oratorio de la Santissima Trinità. Situado próximo del centro histórico lavagnese y ligado al siglo XV, el oratorio[6] fue durante siglos sede de la local fraternidad de la Santísima Trinidad que actuaba en la asistencia a los pobres, la recolección de los esclavos y en las funciones litúrgicas de los difuntos ; todavía hoy se conservan los bancos a lo largo de las paredes donde los hermanos se sentaban durante las reuniones. Al interior permanece una decena de "cristi processionali", entre los cuales uno del escultor Anton Maria Maragliano, varios cuadros del pintor Luca Cambiaso y un órgano del siglo XVIII.

### Arquitectura civil

#### Palazzo Franzoni
El palacio, construido en 1696 y hoy sede del municipio, es considerado uno de los más importantes y célebres en el panorama lavagnese sometido a lo largo de los siglos a diferentes usos. Originariamente perteneció a los marqueses Franzoni, de los cuales derivaría la denominación, fue primero ocupado en el período francés de Napoleón Bonaparte por las tropas d'oltralpe (1797) y posteriormente convertido en hospital por las violentas epidemias.

Después de ser abandonado fue comprado por un agricultor local que emigró a  Argentina - Lazzaro Repetto - y en 1907 se empleó como albergue. En 1931, gracias a una suscripción de la población, fue adquirido por la Comuna de Lavagna volviéndose así sede actual de la municipalidad lavagnese.

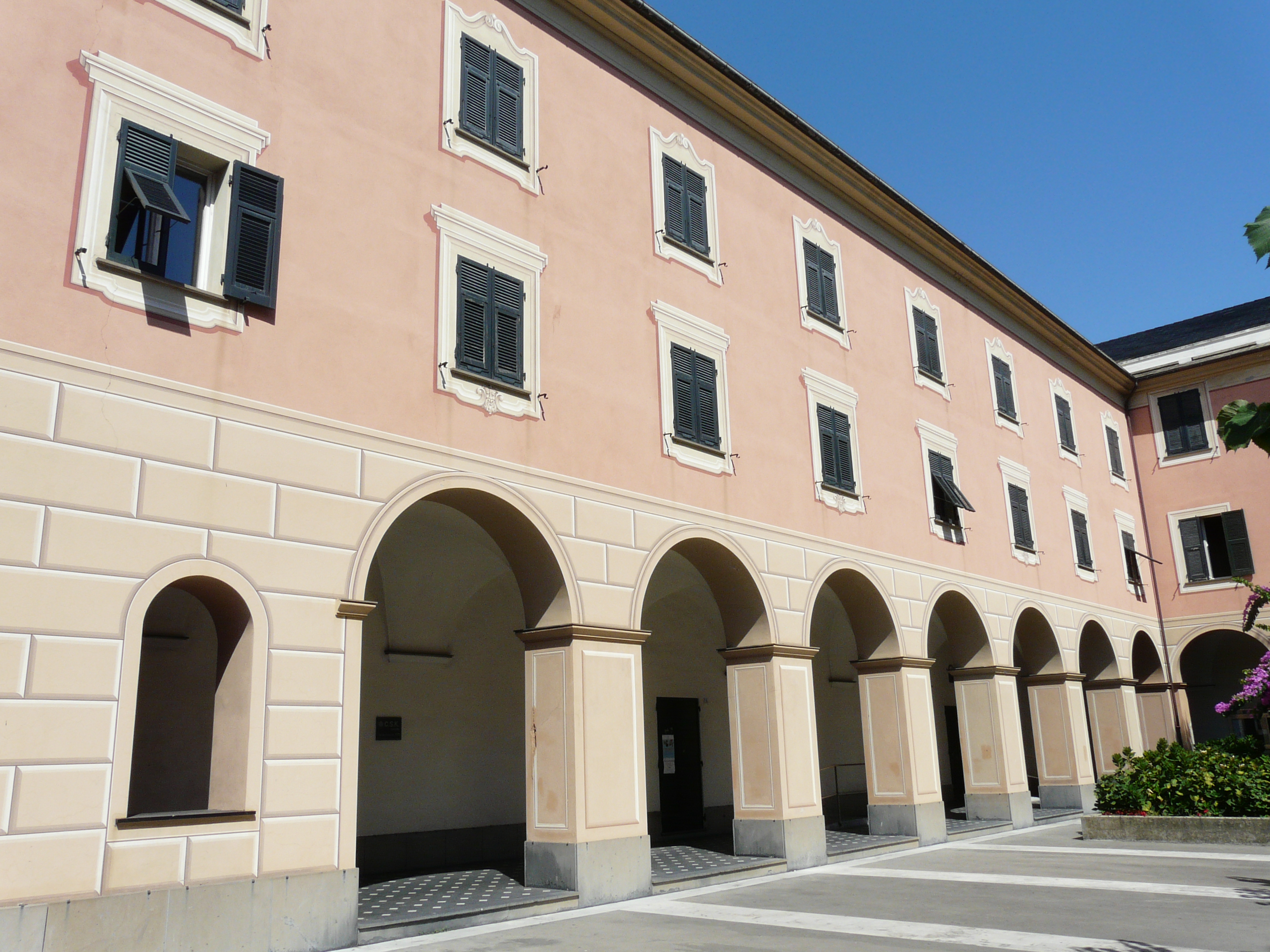
Biblioteca Cívica

#### Palacio de Ravenna
Ya convento de los Padres Carmelitanos fue, después de algunas obras de modificación de la estructura, sede original de la municipalidad. Después de la transferencia de este último en 1931 al actual palazzo Franzoni, hoy es sede de la Biblioteca Cívica "Giovanni Serbandini" transferida al palazzo en 1994. En el interior del edificio se llevan a cabo durante el año manifestaciones y muestras culturales.

### Arquitecturas militares

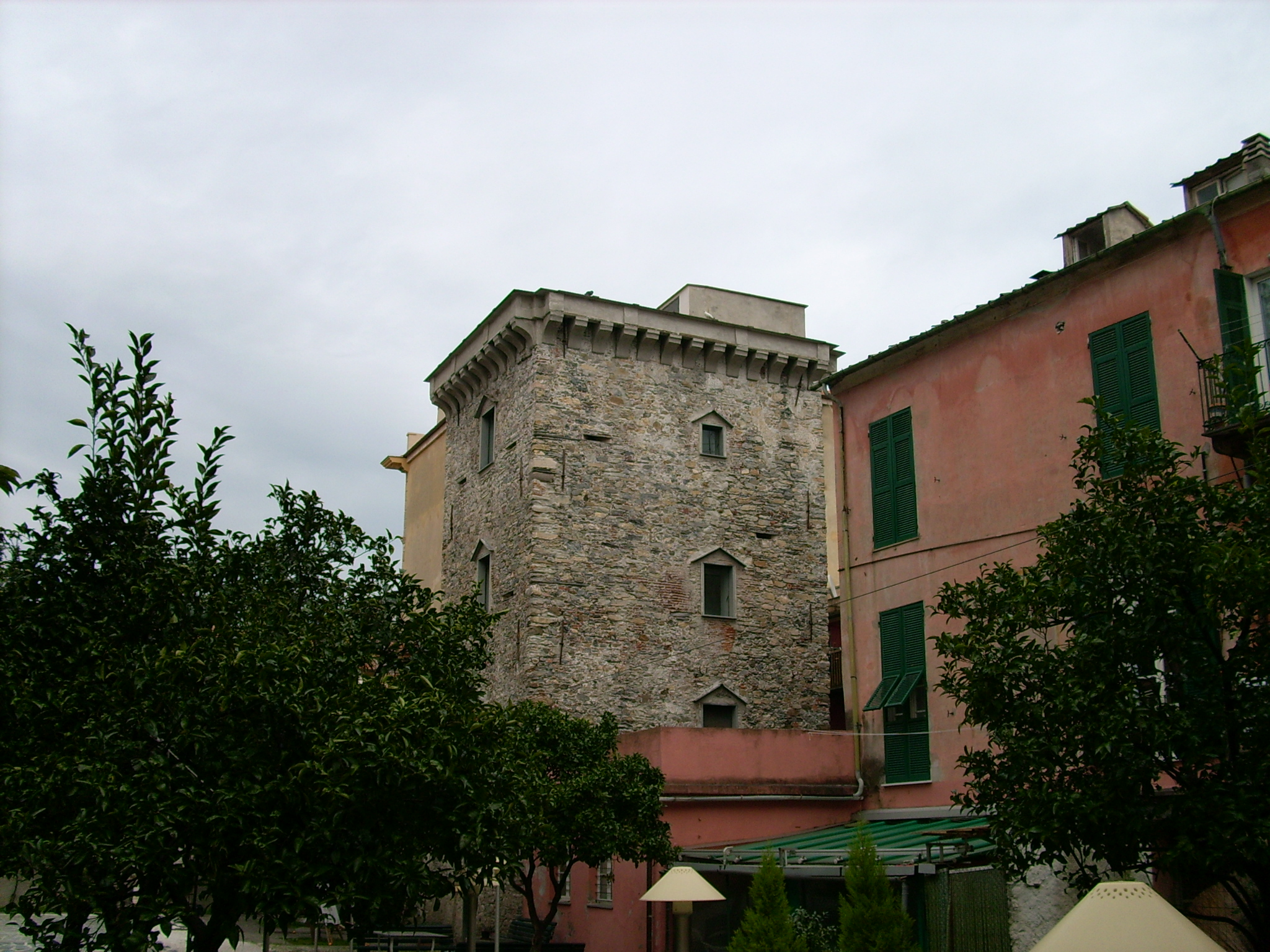
Torre Ravenna, también llamada "Torre del Borgo" o "Torre del Pueblo".

#### Torre del Borgo
Según algunas fuentes su construcción, tal vez obra de la familia noble de los Fieschi, se destaca en el siglo XVI como torre de avistamiento o de defensa. Luego de varios siglos al servicio del pueblo, donde fue incluso tilizada como capilla, es ahora sede de la "Galleria artística dell'ardesia" y de la "Collezione Alloiso".
Aquí se pueden admirar, además de objetos en pizarra, ricas obras en cerámica y hallazgos arqueológicos provenientes de todas partes del golfo de Tigullio. En el jardín, a la manera de los genoveses, también se organizan muestras culturales y conciertos musicales.

(Esta página está en proceso de traducción de la versión en italiano, que se puede ver en Wikipedia Italia )